# هانس أرثر ليند
هانس أرثر ليند (بالإنجليزية: Hans A. Linde)‏ هو قاضي ومحامي أمريكي، ولد في 15 أبريل 1924 في برلين في ألمانيا.